# يانوس ساثماري
يانوس ساثماري (بالمجرية: Szathmári János)‏ مواليد 25 مارس 1969 في المجر، هو لاعب كرة يد مجري معتزل لعب كحارس مرمى. مثل منتخب المجر لكرة اليد في 303 مباريات. شارك في دورة الألعاب الأولمبية الصيفية سنة 1992.

## سجل المنافسة
شارك في البطولات التالية:
- بطولة العالم لكرة اليد للرجال 1993
- بطولة العالم لكرة اليد للرجال 1995
- بطولة العالم لكرة اليد للرجال 1997
- بطولة العالم لكرة اليد للرجال 1999
- بطولة العالم لكرة اليد للرجال 2003
- بطولة أوروبا لكرة اليد للرجال 1994
- بطولة أوروبا لكرة اليد للرجال 1996
- بطولة أوروبا لكرة اليد للرجال 1998
- بطولة أوروبا لكرة اليد للرجال 2004
- الألعاب الأولمبية الصيفية 1992
- الألعاب الأولمبية الصيفية 2004

## روابط خارجية
- يانوس ساثماري على موقع الاتحاد الأوروبي لكرة اليد (الإنجليزية)
- يانوس ساثماري على موقع أوليمبيديا (الإنجليزية)